# Ozicrypta etna
Ozicrypta etna är en spindelart som beskrevs av Raven och Churchill 1994. Ozicrypta etna ingår i släktet Ozicrypta och familjen Barychelidae.
Artens utbredningsområde är Queensland. Inga underarter finns listade i Catalogue of Life.